# یاسون ساپاس
یاسون ساپاس (یونانی: Ιάσων Σάππας؛ زادهٔ ۱۸۹۲ - درگذشته نامشخص) تیرانداز اهل یونان بود.
وی در مسابقات کشوری و بین‌المللی در مجموع برندهٔ ۱ مدال نقره شده‌است.